# Alvito Nunes
Alvito Nunes Alvito anche in portoghese Aloito in spagnolo, in galiziano e in catalano (metà X secolo – 1016) è stato un militare spagnolo; era un conte galiziano nel Regno di León del X e XI secolo, che fu signore della contea di Portucale.

## Origine
Alvito era figlio di Nuno Alvites e della moglie, di cui non si conoscono né il nome né gli ascendenti.

Nuno Alvites (Nunus Aloitiz) viene citato nel documento n° LXXVI del Portugaliæ Monumenta Historica, Diplomata et Chartæ, Vol. I (Lisbon, 1868), Fasc. I, Pars I fu un discendente del conte Vímara Peres

la penisola iberica alla morte di Menendo González

## Biografia
Di Alvito Nunes si hanno poche informazioni.

Menendo González fu ucciso nell'ottobre del 1008; secondo il Chronicon Lusitanum il giorno 2 (Aera 1046. II Non Oct occisus fuit Comes Menendus), mentre secpndo la Recherches sur l'histoire et la littérature de l'Espagne pendant le moyen age, tome premier fu ucciso a settembre.

Menendo fu assassinato, ma non si hanno notizie precise, in quanto in quel periodo, oltre i combattimenti contro i mori, viene ricordata una razzia di Vichinghi, come riporta il Diccionario biográfico español, Real Academia de la Historia.

Dopo la morte di Menendo la contea di Portucale passò ad Alvito Nunes, come conferma il Chronicon Lusitanum, che affiancò la vedova di Menendo, Tutadona Moniz de Coimbra, come riporta Portugal no Período Vimaranense (868-1128).
Nel 1016, come riportano sia il Chronicon Lusitanum, che il ANONYME CHRONIQUE DE LUSITANIE vi fu una razzia di Vichinghi nella zona di Braga, che arrivò al castello di Vermudo dove risiedeva il conte Alvito Nunes.
Dopo tale avvenimento non si hanno più notizie di Alvito, per cui si suppone che morì durante gli scontri con i Vichinghi.

Dopo la sua morte la contea di Portucale passò al figlio Nuno, come riporta Portugal no Período Vimaranense (868-1128).

## Matrimonio e discendenza
Alvito aveva sposato Gontina, di cui non si conoscono gli ascendenti.

Alvito da Gontina ebbe tre figli, tra cui:
- Nuno, che fu Conte di Portucale, come risulta dal documento CCLIX del Portugaliae monumenta historica[10].

### Fonti primarie
- (LA)  Portugaliae monumenta historica.
- (LA)  España sagrada. Volumen 14.

### Letteratura storiografica
- (ES)  #ES CUANDO PORTUGAL ERA REINO DE LEÓN: UNA REGIÓN EN EL NORDESTE PENINSULAR (SIGLOS IX-XI)
- (FR)  #ES Recherches sur l'histoire et la littérature de l'Espagne pendant le moyen age, tome premier
- (PT)  Portugal no Período Vimaranense (868-1128). Iª Parte
- (FR)  #ES ANONYME CHRONIQUE DE LUSITANIE